# Saint-Beaulize
Saint-Beaulize è un comune francese di 100 abitanti situato nel dipartimento dell'Aveyron nella regione dell'Occitania.

## Società

### Evoluzione demografica
Abitanti censiti
- Wikimedia Commons contiene immagini o altri file su Saint-Beaulize